# ضریب ایمنی

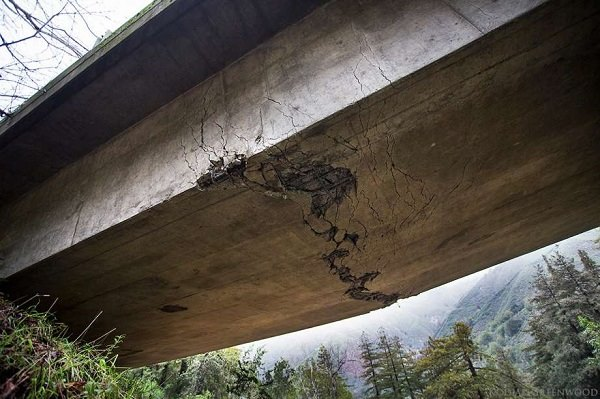

ضریب اطمینان یا ضریب طراحی (به انگلیسی: Factor of safety) همچنین شناخته شده با اختصار اف‌اواس (به انگلیسی: FoS) اصطلاحی است که بیان می‌کند یک سامانه از کمینه مقداری که لازم است برای یک بار قدرتمند باشد، چقدر قدرتمندتر است.
همواره در نحوهٔ عملکرد مقدار بار اعمالی و میزان تنش مرتبط برای قطعات در حال کار، ابهاماتی وجود دارد و بعلاوه محاسبات اولیه بار به صورت تخمینی می‌باشند. در واقع تمامی مواد مهندسی مقادیری پراکندگی یا چندگانگی را در خواص مکانیکی اندازه‌گیری شده از خود نشان می‌دهند. به همین علت مقادیر مجاز برای طراحی‌ها باید به گونه ای باشند که از شکست‌های پیش‌بینی نشده که ناشی از همان پراکندگی به دست آمده‌است جلوگیری کند.
یکی از راهکارهای قابل اجرا برای کاربردهای خاص، استفاده از ضریب طراحی یا ضریب اطمینان است.
حداکثر تنشی که می‌تواند یک جسم تحمل کند تا از تنش تسلیم عبور نکند را تنش طراحی گویند که با {\displaystyle \sigma _{d}} نمایش می‌دهند.
برای حالت‌های ایستا و پایدار و زمانیکه از مواد انعطاف‌پذیر استفاده می‌کنیم یا به عبارتی در محیط الاستیک قرار داریم ضریب طراحی برابر است با تقسیم تنش طراحی ({\displaystyle \sigma _{d}}) بر تنش محاسباتی ({\displaystyle \sigma _{c}})
{\displaystyle N={\frac {\sigma _{d}}{\sigma _{c}}}}
ضریب طراحی که با N نمایش داده می‌شود اگر طراحی خوبی باشد بزرگتر از واحد است؛ بنابراین ماده ای که می‌بایست برای این کاربرد خاص مورد استفاده قرار گیرد می‌بایست دارای استحکام تسلیمی حداقل برابر {\displaystyle \sigma _{d}} باشد.
از طرف دیگر یک تنش اطمینان یا تنش کاری نیز وجود دارد که آن را با {\displaystyle \sigma _{w}} نمایش می‌دهند. این تنش اطمینان می‌بایست به جای تنش طراحی مورد استفاده قرار گیرد.
مقدار تنش اطمینان متکی بر استحکام تسلیم ماده می‌باشد و به صورت استحکام تسلیم ({\displaystyle \sigma _{y}}) تقسیم بر ضریب اطمینان (N) به شکل زیر محاسبه می‌شود.
{\displaystyle \sigma _{w}={\frac {\sigma _{y}}{N}}}
ترجیح در بکارگیری تنش طراحی به این دلیل است که این تنش به جای تنش تسلیم بر پایهٔ ماکزیمم تنش اعمالی قابل پیش‌بینی می‌باشد. معمولاً ابهامات بیشتری در محاسبهٔ این تنش نسبت به استحکام تسلیم وجود دارد.
در مباحث مربوط به علم مواد (materials science) توجه بیشتر معطوف به عوامل مؤثر بر استحکام تسلیم آلیاژها است و توجهی به تنش اعمالی عمدتاً وجود ندارد .
انتخاب یک مقدار مناسب برای N بسیار مهم است. اگر مقدار N بسیار بزرگ باشد، قطعه ای با طراحی بسیار قوی حاصل خواهد شد که این نیازمند استفاده از ماده یا آلیاژی با استحکام بسیار بالاتر از آنچه که لازم است خواهد بود و از این جهت گاهی تولید را بیهوده سخت یا غیرممکن خواهد کرد.
برای نمونه وسایل نقلیه اعم از هواپیما، کشتی و ماشین مورد آزمایش‌های متعددی قرار می‌گیرد که بارهای وارد شده به آن‌ها را نشان می‌دهد.
همچنین تصویر روبرو نشان دهندهٔ نقش تعیین ضریب ایمنی در بکارگیری از پل‌های عابر پیاده در سطح شهر می‌باشد.

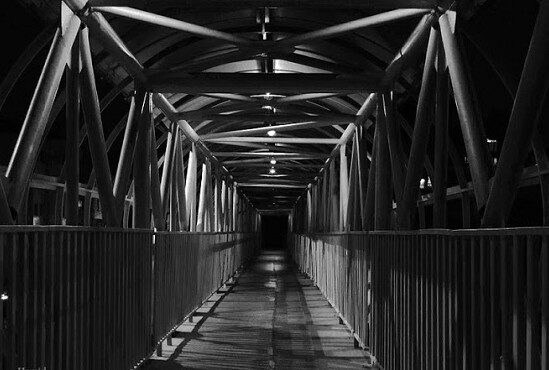

از آنجایی که شرایطی وجود دارد که ممکن است بیش از یک شرایط برای شکست قطعات و اجزا ماشین ایجاد کند، ممکن است بیش از یک ضریب اطمینان برای ماشین بدست آید. کوچک‌ترین اندازه ضریب اطمینان خطرناک‌ترین شرایط برای شکست را مشخص می‌کند؛ زیرا بیشترین احتمال شکست از آن قسمت وجود دارد. زمانی که ضریب اطمینان برابر ۱شود به معنای برابری تنش وارده با استحکام ماده است که دراین حالت شکست رخ می‌دهد پس ضریب اطمینان همواره باید بزرگتر از یک باشد. محدودهٔ معمول مقادیر N بین ۱٫۲ تا ۴ می‌باشد. به‌طور مثال این ضریب در صنایع خودرو سازی بین ۲ الی ۳ می‌باشد و برای مخازن تحت فشار بین ۳٫۵ الی ۴ می‌باشد در حالی که این ضریب در صنایع هوافضا بین ۱٫۲ تا نهایتاً ۱٫۳ می‌باشد و از مقادیر کمی برخوردار است زیرا در این صنایع هزینهٔ ناشی از افزایش این ضریب که منجر به افزایش وزن می‌شود بسیار زاید است. به همین دلیل، قطعات و مواد مورد استفاده در مهندسی هوافضا، تحت تدابیر کنترل کیفی سخت‌گیرانه و برنامه‌های نگهداری پیشگیرانه منظم قرار می‌گیرند. این تدابیر از بالا بودن قابلیت اطمینان هواپیما، اطمینان حاصل می‌کنند. ضریب ایمنی مورد استفاده در طراحی هواپیما معمولاً ۱٫۵ است. با این وجود، مقدار این ضریب برای بدنه تحت فشار، ۲ و برای چرخ‌دنده‌های فرود، ۱٫۲۵ در نظر گرفته می‌شود .
انتخاب N به عوامل زیادی از جملهٔ آنها می‌توان به مسائل اقتصادی، تجربیات قبلی، دقت در نظر گرفته شده برای نیروهای مکانیکی و خواص مکانیکی مواد اشاره کرد.
از همه مهتر نتایج حاصل از شکست و انتخاب اشتباه این ضریب می‌تواند خسارت‌های جانی و مالی به دنبال داشته باشد.

## دلایل استفاده
- پراکندگی و عدم قطعیت‌هایی که به دلیل وجود تلرانس‌های ساخت، تفاوت در خواص مواد و دیگر پارامترهایی که در این فرایند به وجود می‌آید.
- روش‌های آنالیزی که امروزه مورد استفاده قرار می‌گیرد به‌طور معمول با یک سری ساده انگاری‌ها و مفروضات همراه بوده و مقادیر واقعی تنش‌ها را نشان نمی‌دهند.
- اعضا و قطعات یک سیستم ممکن است به‌طور موقت تحت بارهایی بیش از اندازهٔ محاسبه شده و طراحی شده باشد.
- بارهایی که به هنگام ساخت و نصب به قطعه اعمال می‌گردد در طراحی اغلب سازه‌ها به حساب نمی‌آید و مورد محاسبه قرار نمی‌گیرد به عنوان یک مثال ساده برای قطعاتی که تنش‌ها در آن حساس است باری که به جای مانده از جوشکاری است عمدتاً محاسبه نمی‌شود.
- امکان ازدیاد تنش‌های ثانویه.
- تخمین‌های کمتر از واقعیت در مورد میزان و نوع بارهایی که قرار است سازه متحمل شود.
- تمرکز تنش.
- شرایط محیطی غیرقابل پیش‌بینی (حوادث طبیعی مانند سیل، طوفان، زلزله و و غیرطبیعی مانند تصادف با یک ساختمان یا برخورد اتفاقی بک جسم سخت با یک قطعه و اتفاقاتی از این قبیل)
- کاهش استحکام تسلیم، انعطاف‌پذیری و افزایش درجه حرارت گذار از انعطاف‌پذیری به شکنندگی (Ductile – Brittle Transition Temperature: DBTT or Nil Ductility Transition Temperature: NDTT) به دلیل تفاوت نمونهٔ بررسی شده در آزمایشگاه و شرایط واقعی که سازه به هنگام فعالیت با آن رو به رو می‌شود.

بسیاری از جوامع مهندسی و آژانس‌های دولتی ضرایب اطمینانی خاص را برای زمینه‌های مختلف در طراحی تدوین و ارائه نموده‌اند. بیشتر آنها به صورت پیشنهادی هستند اما در برخی موارد اجباری می‌باشند. در ادامه نام تعدادی از جوامع مهندسی و سازمان‌های دولتی صنعتی که بر روی این ضرایب در حوزه‌های مختلف کار کرده‌اند و ضرایب پیشنهادی در هر حوزه ارائه کرده‌اند آورده شده‌است که می‌توان این داده‌ها را از سایت‌های مربوطه دریافت کرد.